# Rama (dios)

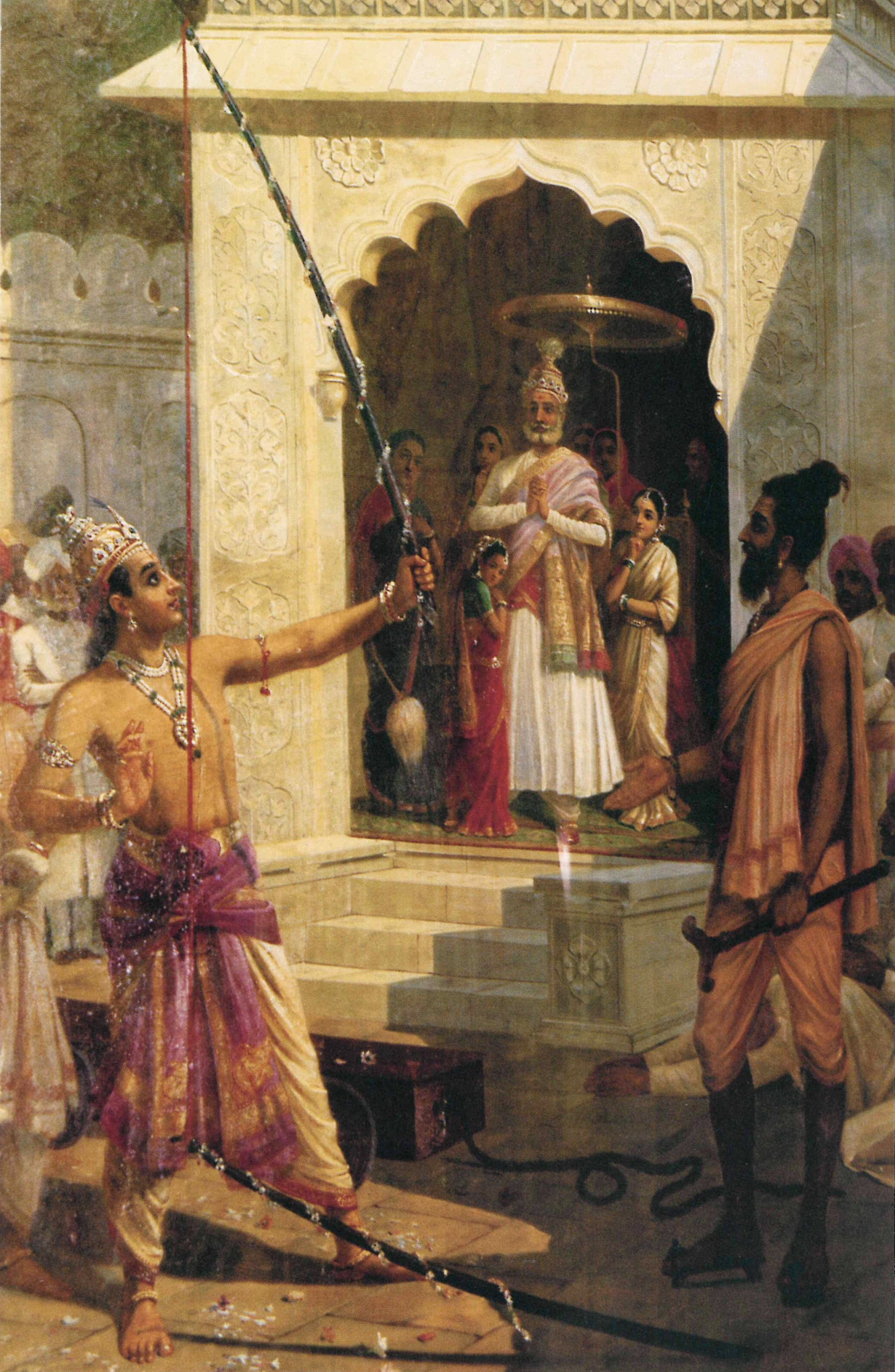
Rama rompe el arco del dios Shivá.

En la religión hinduista, Rama es un avatar (‘descenso’ de dios) de Visnú, que nació en la India para librarla del yugo del demonio Rávana.
De acuerdo con el Garuda-purana (siglo IV d. C.), Rama es el séptimo avatar de Visnú, pero un milenio después, el Bhagavata-purana (siglo XI) afirmó que es el decimoctavo avatar.

## Nombres
- rāma, en el sistema AITS (alfabeto internacional para la transliteración del sánscrito).
- राम, en escritura devanagari del sánscrito.
- Pronunciación:
  - [ramá] en sánscrito.[1]
  - [ráma] o [rám] en los idiomas actuales de la India (hindí, bengalí, urdú, maratí, etc.).
- Etimología: ‘placer’[1]

### Otros nombres
Rama tiene además otros nombres como:
- Ramachandra: rama: ‘placer’ y chandra: ‘luna’, en el antiguo idioma sánscrito.
- Rághava: ‘descendiente de Raghú’ (antiguo rey mítico).
- Raghúpati: ‘líder de la dinastía Raghú’.
- Rāja Rāma (rayarrám): ‘rey Rama’.
- Sitapati: ‘amo de Sītā’ (su esposa).
- Dasarathi: ‘hijo del rey Dásarath’
- Dasaratha-suta: ‘hijo de Dásarath’.

## Iconografía
Suele ser representado como un joven con la piel de color azul claro o verde claro, vestido con un dhoti (túnica-pantalón) amarillo, con el cabello atado en un moño a la cabeza al modo de los ascetas. En una de sus manos puede sostener un arco, con la otra hace el mudrá (gesto hinduista) de promesa de protección.

## Datación

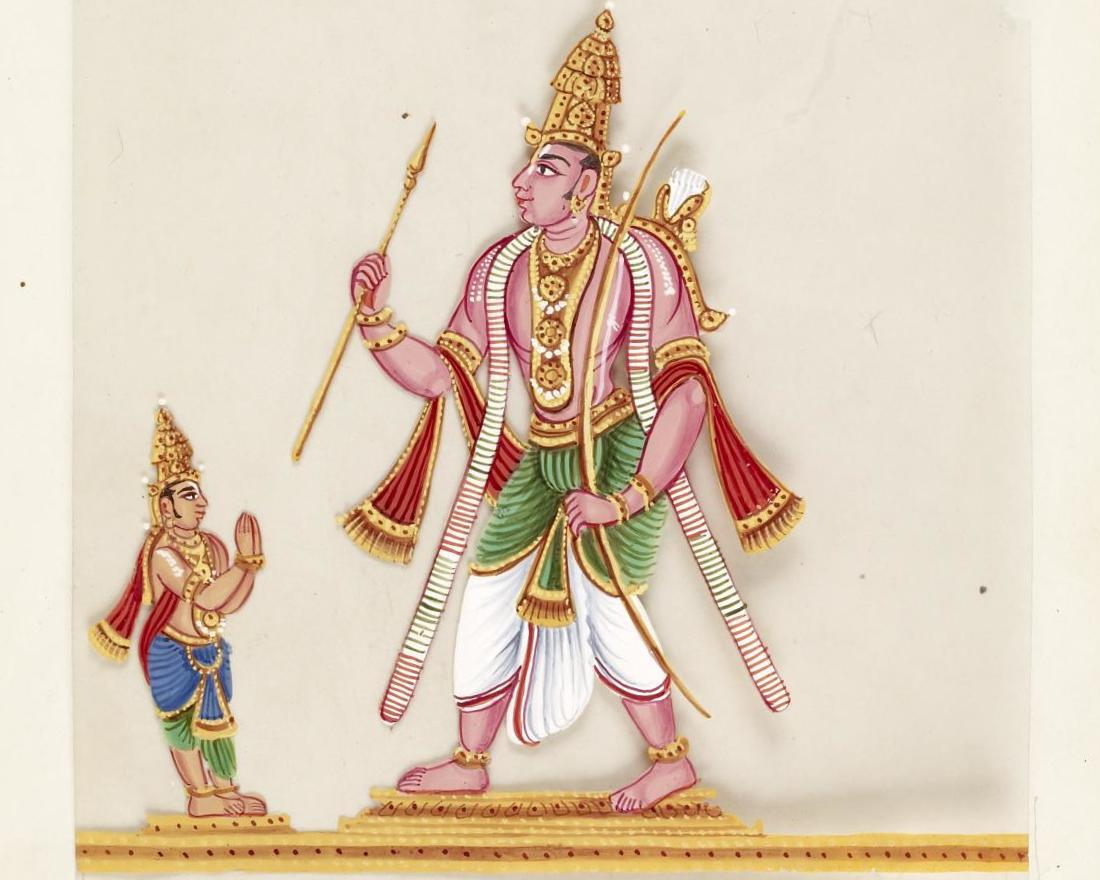
Encarnación del dios Visnú.

En el himno 93 del mandala 10 del Rig-veda (el texto más antiguo de la India, de mediados del II milenio a. C.) menciona a un rishi llamado Ramá:

pra tad duḥśīme pṛthavāne vene pra rāme vocamasuremaghavatsu
He cantado este [himno] a Dujsima, a Prithavana, a [el rishi] Vena, a [el rishi] Rama, a los asuras [‘nobles’], y al rey.
Rig-veda 10, 93, 14

Unos capítulos más adelante, en el himno 110 del mismo mandala 10 del Rig-veda menciona como su autor a ese mismo «Ramá, hijo de Yamádagni».
En el Atharva-veda (varios siglos más moderno que el Rig-veda) se llama ramí (ramá en femenino) a la noche, posiblemente en el sentido de ‘causa del descanso’, y también como ‘negro’, o ‘de color oscuro’.
El primer texto que menciona al dios Rama es el Majabhárata (escrito hacia el III a. C.), en el que se cuentan brevemente algunas características principales de su mito.
Unos años después, su leyenda se desarrolló en el Ramaiana de Valmiki (presumiblemente escrito entre el III y el I a. C.).
Mil años más tarde, en el Bhágavata-purana (siglo XI) se afirma que el dios Rama no habría vivido en el I milenio a. C. sino a principios del treta-iuga. Ese yuga se inició 864 000 años antes de kali-iuga (que habría comenzado en el 3102 a. C.).
La leyenda completa del dios Rama tal como se la representa en la actualidad ―en obras de teatro, películas e incluso cómics― fue presentada en el Rama-charita-manasa de Tulsi Das (seudónimo literario de Rambola Dubey, 1511-1623).

### Fecha legendaria de nacimiento
El autor del Ramaiana ―siguiendo una usanza común en otros textos hagiográficos hinduistas― eligió para el momento del nacimiento de su héroe una combinación de astros que produjera la mejor carta astral:

tataḥ cha dvādaṣemāse chaitre nāvamike tithau
nakṣatreaditidaivatye svochchasamstheṣu pañchasu
graheṣu karkaṭe lagne vākpatāvīndunā saha

Traducción palabra para palabra: tataj cha: ; duadashé masé: en el duodécimo mes; chaitre navamike tithau: de chaitra el noveno día; nakshatre aditi daivatie: estrella del día cuya deidad regente es Aditi; panchasu grajeshu: de cinco astros; suá: en su propia; uccha samstheshu: alta posición; karkaṭe lagne: en Cáncer; vak patí: de las palabras, el Señor; Indunā saja: la Luna junto.

Traducción: En el noveno día del mes chaitra [abril-mayo], cuando la estrella dominante del día era Punarvasu (cuya deidad regente es Aditi), el asterismo está en el ascendente, y los cinco planetas (Sol, Marte, Júpiter, Saturno y Venus) estaban en su posición más alta, cuando se encontraban en ascenso el Señor del Habla (Júpiter) con la Luna en Cáncer, y cuando el amanecer estaba avanzando.
Valmiki Ramaiana (1, 18, 8 y 9)

## Leyenda
El rey Dásharatha de Aiodiá no tenía descendencia a pesar de tener tres esposas; por eso realiza un sacrificio de fuego con el fin de tener hijos. Le nacieron cuatro: con su esposa Kausalya tuvo a Rama; con Kaikeyi, a Bhárata, y con Sumitri a Láksman y Shátrughna. 
Ya joven, en el texto Ioga-vásista, se cuenta que el Príncipe Rāma, luego de recorrer el país, se siente completamente desilusionado luego de experimentar la supuesta realidad del mundo. El Rey muy preocupado por la inmensa desilusión de su hijo, busca el consuelo entre varios sabios hasta llegar al Sabio Vasistha; el cual le responde que el desapasionamiento de Rama es una señal de que el Príncipe estaba listo para alcanzar la iluminación espiritual, ya que ha empezado a entender las verdades espirituales que son la causa de su confusión y por las cuales el necesita confirmación. A partir de esto, en la Corte empieza un discurso y  larga conversación entre el sabio Vashista  y el príncipe Rama; hecho que durará varios días.
Posteriormente en el texto Ramayana, se nos habla del milagroso nacimiento de Sita Devi y de como Rama consiguió su mano tensando y aún rompiendo el inmenso arco del dios Shivá.
Luego, se nos habla de cómo la malvada madrastra de Rama, Kaikeyi, deseaba ver a su propio hijo Bhárata en el trono. Por eso creó una intriga, por la cual Rama sería desterrado al bosque durante catorce años. Su esposa Sita y Lákshman le acompañaron. 
Durante su estancia en el bosque, el demonio Rávana, rey de Sri Lanka de diez cabezas, raptó a Sita y la llevó a su palacio.
Mientras Rama y Lákshman la buscan, conocen al hombre-mono Jánuman (‘que tiene [gran] mandíbula’), ministro de Sugriva (‘mucho cuello’), rey de los monos exilado por su hermano, el malicioso Vali. Estos monos hablantes hacen un pacto con Rama. Este mata a Vali y Sugriva pone su ejército a su disposición. Todo el siguiente capítulo habla sobre el heroísmo de Jánuman, quien salta hasta la isla de Sri Lanka para descubrir a Sita.
Más tarde se narra la guerra entre los monos y los demonios. Para acceder a la isla con su ejército, Rama hace un puente sobre el estrecho de Palk (que separa el continente indio de la isla de Sri Lanka). Los demonios más importantes mueren a manos de los jefes de los monos, y por fin, Rama mata a Ravana. Tras recuperar a Sita, los dioses se aparecen a Rama y le revelan su condición de Dios, señor del universo.

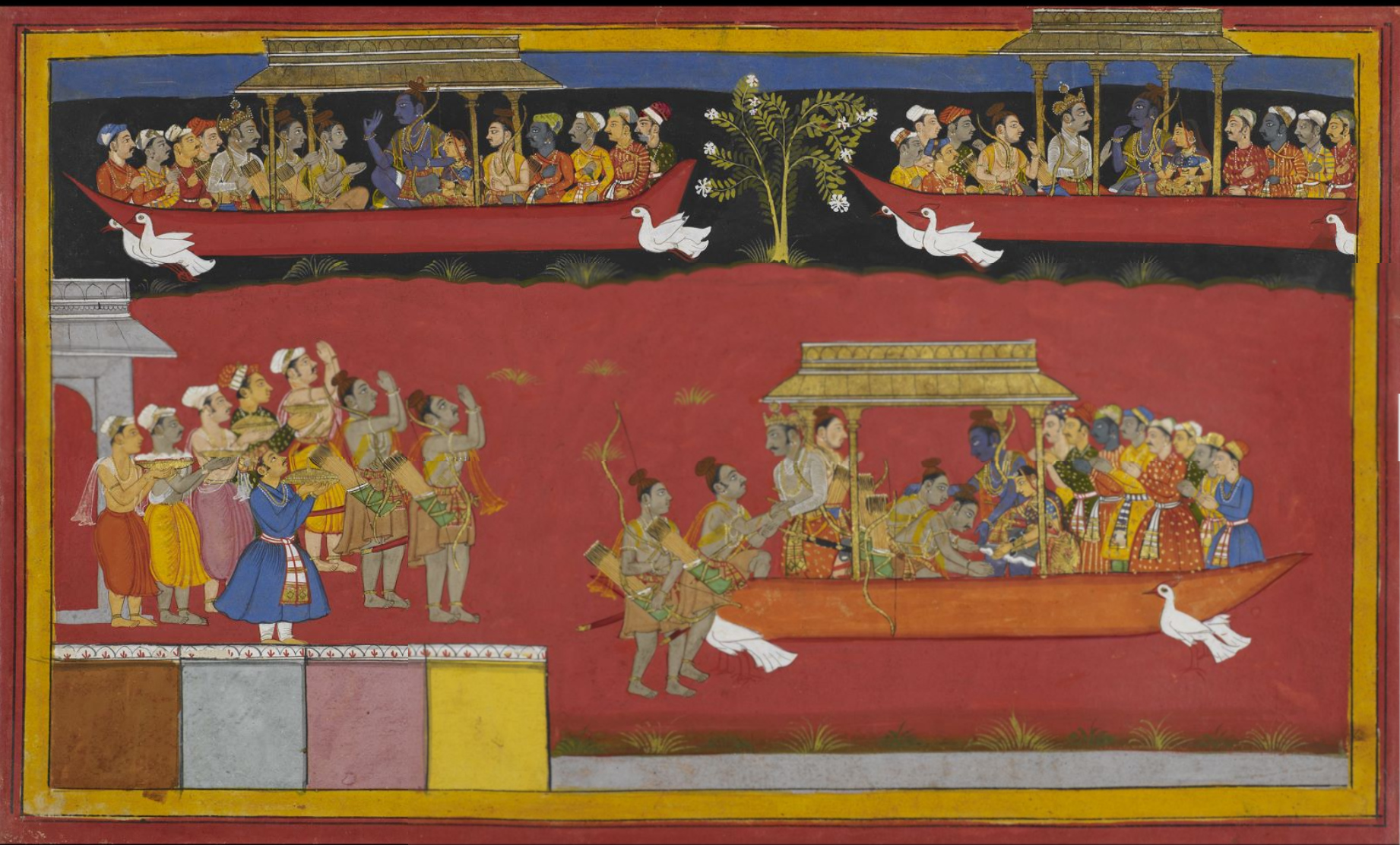
Rama bienvenido de regreso a Ayodhyá.

Rama representa, según el pensamiento hinduista, el más alto grado de virtuosismo, tanto como rey que como esposo. Para dar el ejemplo a la humanidad y proteger su buen nombre, destierra a su esposa Sita debido a las habladurías de los hinduistas de Ayodhya. Ella —epítome de la esposa casta que se quema en la incineración de su esposo— incapaz de vivir sin Rama es tragada por la Tierra.